# Орар

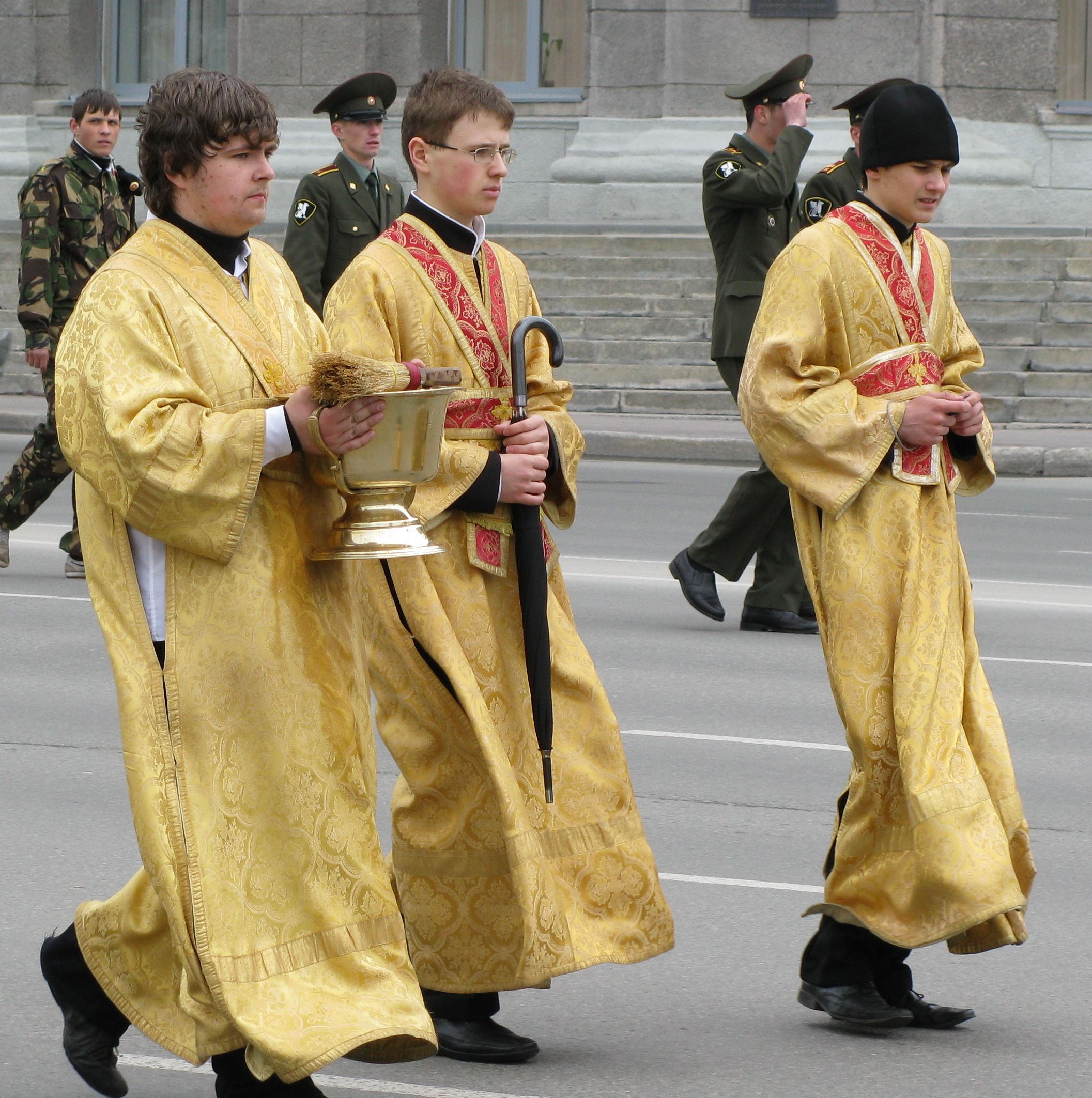
Іподиякони в орарях, Новосибірськ

Ора́р (грец. ὀράριον, від лат. orare — «молитися») — у православ'ї приналежність богослужбового убрання диякона й іподиякона — довга вузька стрічка з парчевої або іншої кольорової тканини. Його носять не тільки диякони, а й протодиякони, а також відповідні їм у чорному духовенстві ієродиякони й архідиякони відповідно.

## Історія і символіка
Орар у новозавітній Церкві виник, імовірно, із убруса (рушника), котрим у старозавітних синагогах із підвищення давали знак виголошувати «Амінь» при читанні Святого Письма.
Орар символізує ангельські крила, а сам диякон ніби уподібнюється ангелові, готовому виконувати волю Божу. Крім того, орар є символічним зображенням благодатних дарувань диякона як священнослужителя.

## Носіння
Орар носиться на лівому плечі, поверх стихаря (богослужебне убрання священно- і церковнослужителів. Розрізняються стихарі диякона (і церковнослужителя), священника і архієрея. Стихар диякона (і церковнослужителя) — довгий одяг із широкими рукавами, з розрізами від пахв до низу, скріпленими ґудзиками. Стихар одягається дияконом поверх підрясника. Стихар символізує одяг спасіння і шиється з матерії світлого кольору), передній більш довгий кінець спускається з лівого плеча під праву руку, потім ним оперізується спина, а потім спускається вниз через ліве плече.
Як і інші богослужебні убрання, орарі бувають різних кольорів (кожен з них має своє символічне значення) і надягаються залежно від дня, у який відбувається богослужіння.
Іподиякон надягає орар хрестоподібно, у знак того, що він не має благодатних дарувань священнослужителя. Диякон надягає орар хрестоподібно під час причащання.

## Подвійний орар
Архідиякон і протодиякон одержують право носіння подвійного ораря — двох орарів, з яких один надягнений, як у диакона, а другий спускається від лівого плеча до правого стегна й з'єднується кінцями.